# Alonso de la Cerda
Alonso de la Cerda O. P. (* Cáceres,? - † Chuquisaca, 1592), fraile dominico español que ocupó altos cargos eclesiásticos en el Nuevo Mundo. Rector de la Universidad de San Marcos y Obispo de Comayagua (Honduras) y seguidamente nombrado Obispo de Charcas.

## Biografía
No se conocen muchos datos sobre su filiación, aunque sabe que era primo hermano del licenciado Alonso Martínez Espadero, del Consejo de Indias. Pasó al Perú bastante joven, quedando impresionado de la obra evangelizadora de los religiosos, ingresando a la orden dominica (1545). Posteriormente fue prior de los conventos de Nombre de Dios (Panamá) (1557), San Pablo, Tierra Firme y Arequipa (1559); definidor (1561) y prior en Lima, asumiendo el rectorado de la Universidad (1562-1565). Luego, ascendió a predicador general (1565) y provincial (1569) de su Orden.
Efectuó la visita de la provincia de la Nueva Granada, separada de la jurisdicción de Lima. Designado procurador de su congregación (1574), viajó a España y Roma. Consagrado obispo de Comayagua (1577), realizó esfuerzos por la evangelización en la región central y occidental de Honduras, aplicando una política de concentración y reducción de pueblos dispersos, permaneció en su diócesis centroamericana hasta su nombramiento como obispo de La Plata en Charcas (1587). Una vez allá, dispuso que fuera restituida a su orden el privilegio de predicar en las doctrinas de Pomata y Chucuito. El obispo de la Cerda, falleció en su sede episcopal en 1592.
| Predecesor: Tomás de Argumedo        | Rector de la Universidad de Lima 1562 - 1565 | Sucesor: Antonio Hervias           |
| Predecesor: Jerónimo de Corella      | Obispo de Comayagua 1577 – 1587              | Sucesor: Gaspar de Andrada         |
| Predecesor: Alonso Granero de Avalos | Obispo de La Plata (Charcas) 1587 – 1592     | Sucesor: Alonso Ramírez de Vergara |